# Gad Saad
Gad Saad (en árabe: جاد سعد‎; en hebreo: גד סעד‎; Beirut, Líbano; 13 de octubre de 1964) es un profesor de marketing libanés-canadiense de la Escuela de Negocios John Molson (Universidad de Concordia, Montreal, Quebec, Canadá) que aplica la psicología evolucionista al marketing y al comportamiento del consumidor. A partir de 2020, ocupa la Cátedra de Investigación de la Universidad de Concordia en Ciencias del Comportamiento Evolucionista y Consumo Darwiniano, escribe un blog para Psychology Today titulado Homo Consumericus y presenta un programa de YouTube llamado The Saad Truth.

## Biografía
Saad nació en 1964 en Beirut, Líbano, en una familia judía. Su familia huyó a Montreal, Quebec, Canadá en octubre de 1975 para escapar de la guerra civil libanesa. Su hermano mayor, David Saad, era un judoca que compitió en el evento de peso ligero masculino en los Juegos Olímpicos de 1976.
Obtuvo un B.Sc. (Matemáticas e Informática) y MBA en la Universidad McGill, y un M.S. y Ph.D. en la Universidad de Cornell. Su asesor fue el psicólogo matemático y cognitivo y teórico de decisiones conductuales Edward Russo.

## Carrera
Saad ha sido profesor de marketing en la Universidad de Concordia desde 1994. Al 2020, ocupa la Cátedra de Investigación de la Universidad Concordia en Ciencias del Comportamiento Evolutivo y Consumo Darwiniano. Durante este tiempo, también ha sido profesor invitado en la Universidad de Cornell, Dartmouth College y la Universidad de California en Irvine. Fue editor asociado de la revista Evolutionary Psychology de 2012 a 2015. Es miembro asesor del Center for Inquiry Canada.
Saad tiene un programa de YouTube titulado The Saad Truth. A 2016, su canal ha recibido millones de visitas. También escribe un blog para Psychology Today titulado Homo Consumericus.

## Investigación
Saad ha investigado cómo las hormonas afectan a los consumidores y las decisiones que toman. Los ejemplos de esta investigación incluyen la forma en que los productos llamativos afectan los niveles de testosterona, cómo los niveles de testosterona afectan las diversas formas de tomar riesgos, y cómo las hormonas en el ciclo menstrual afectan las decisiones de compra. Saad también ha investigado el acto de dar obsequios y cómo los hombres y las mujeres se diferencian en el motivo que los lleva a dar regalos.

## Cobertura y entrevistas
Saad ha aparecido en el periódico canadiense Toronto Star y la historia de su vida fue documentada por la Télévision française de l'Ontario. Sus opiniones también se han mencionado en The Economist, Forbes, Chatelaine, Time, The Globe and Mail  y The New York Times.
Fue también autor colaborador de The Huffington Post y The Wall Street Journal.
Saad apareció en Reason TV en noviembre de 2011. En septiembre de 2015, fue entrevistado por TJ Kirk en el podcast Drunken Peasants. A 2016, había aparecido en cinco episodios de The Joe Rogan Experience. Saad también apareció en los pódcast #WeThePeople de Josh Szeps, Making Sense de Sam Harris (luego titulado Waking Up), The Adam Carolla Show, Talk Nerdy with Cara Santa Maria, The Rubin Report, y Glenn Beck Podcast. En 2017, Saad fue entrevistado para la revista Areo.

## Honores y premios
- Premio a la enseñanza distinguida - Escuela de Negocios John Molson (2000).[39]
- Hot Professor - Maclean's (2001 y 2002).[39]
- Premio Darwinismo Aplicado - Sociedad de Psicología Evolutiva Aplicada (AEPS) (2014).[40]

## Obra

### Libros
- Saad, G. (2007). The Evolutionary Bases of Consumption. Mahwah, Nueva Jersey: Lawrence Erlbaum. ISBN 9780805851502. Reseña del libro.[41]
- Saad, G. (ed.) (2011). Evolutionary Psychology in the Business Sciences. Springer: Heidelberg, Alemania. ISBN 9783540927839. Reseña del libro.[42][43]
- Saad, G. (2011). The Consuming Instinct: What Juicy Burgers, Ferraris, Pornography, and Gift Giving Reveal About Human Nature. Amherst, Nueva York: Prometheus Books. ISBN 9781616144296. Reseña de libro.[44]
- Saad, G. (2020). The Parasitic Mind: How Infectious Ideas Are Killing Common Sense. Washington D. C.: Regnery Publishing. ISBN 9781621579595.

### Publicaciones
- "Sex Differences in the Ultimatum Game:  An Evolutionary Psychology Perspective". Journal of Bioeconomics. (2001).
- Saad, Gad; Vongas, John G. (2009). «The effect of conspicuous consumption on men's testosterone levels». Organizational Behavior and Human Decision Processes 110 (2): 80-92. doi:10.1016/j.obhdp.2009.06.001.
- "Future of evolutionary psychology". Futures. (2011).
- "Evolutionary consumption". Journal of Consumer Psychology. (2013).
- "The framing effect when evaluating prospective mates: An adaptationist perspective". Evolution and Human Behavior. (2014).